# Akansilvanus parvus
Akansilvanus parvus är en kvalsterart som beskrevs av K. Fujikawa 1993. Akansilvanus parvus ingår i släktet Akansilvanus och familjen Hermanniellidae. Inga underarter finns listade i Catalogue of Life.